# Lỗ Hiếu công
Lỗ Hiếu công (chữ Hán: 鲁孝公, trị vì 795 TCN-769 TCN), tên thật là Cơ Xứng (姬稱), là vị vua thứ 12 của nước Lỗ - chư hầu nhà Chu trong lịch sử Trung Quốc.
Lỗ Hiếu công là con thứ của Lỗ Vũ công – vua thứ 9 nước Lỗ và là em của Lỗ Ý công – vua thứ 10 nước Lỗ. Năm 807 TCN, Lỗ Ý công bị cháu là Bá Ngự (con anh cả Cơ Quát) giết giành ngôi. Bá Ngự còn muốn giết cả Cơ Xứng, nhờ có người bảo mẫu của ông đưa con trai ruột của bà ta ra thế mạng nên ông mới thoát. Sau đó bảo mẫu đưa Cơ Xứng đến nương nhờ các quan đại phu.
Năm 796 TCN Chu Tuyên vương mang quân đánh Lỗ giết Bá Ngự và lập Cơ Xứng lên nối ngôi, tức là Lỗ Hiếu công.
Sử sách không ghi chép sự kiện xảy ra liên quan tới nước Lỗ trong thời gian ông làm vua.
Năm 769 TCN, Lỗ Hiếu công mất. Ông làm vua được 27 năm. Con ông là Cơ Phất Hoàng lên nối ngôi, tức là Lỗ Huệ công.